# Seriacja chronologiczna
Seriacja chronologiczna − metoda datowania względnego nawiązująca do metody porównawczej, lecz używana do datowania zespołu zabytków. Stosowana przy datowaniu ceramiki. Wyróżnia się dwie metody seriacji:
- kontekstowa - tworzona w oparciu o czas trwania różnych stylów, kształtu, ornamentyki przedmiotów. Twórcą tej metody był William Flinders Petrie, polegała ona na ustaleniu, które z artefaktów pojawiały się przez krótki okres. Otrzymujemy sekwencje uporządkowanych zespołów według chronologii względnej badanych zabytków.

- częstotliwości - za twórców tej metody uważa się W. S. Robinsona oraz G.W. Brainerda. Swoje teorie opublikowali w czasopiśmie American Antiquity w 1951 roku. Wychodzili oni z dwóch założeń: styl obowiązujący w ceramice staje się coraz bardziej popularny, osiąga szczyt popularności, a następnie zanika; w danym okresie styl obowiązujący powinien cieszyć się taką samą popularnością na różnych stanowiskach. Opierając się na tych dwóch stwierdzeniach układali sekwencje zabytków w taki sposób, by te które zawierały w sobie zbliżone cechy stylów znajdowały się zawsze razem.